# Oberaarhorn
Oberaarhorn är ett berg på gränsen mellan kantonerna Bern och Valais i Schweiz. Det är beläget i Bernalperna, cirka 70 kilometer sydost om huvudstaden Bern. Toppen på Oberaarhorn är 3 631 meter över havet.